# Campeonato da Europa de Atletismo de 2014 - 110 m com barreiras masculino
A prova dos 110 metros com barreiras masculino do Campeonato da Europa de Atletismo de 2014 foi disputada entre os dias 13 e 14 de agosto de 2014 no Estádio Letzigrund em Zurique, na Suíça. 

## Recordes
Antes desta competição, os recordes mundiais e do campeonato nesta prova eram os seguintes:
|                       | Nome          | Nacionalidade  | Tempo | Local     | Data                  |
| --------------------- | ------------- | -------------- | ----- | --------- | --------------------- |
| Recorde mundial       | Aries Merritt | Estados Unidos | 12s80 | Bruxelas  | 7 de setembro de 2012 |
| Recorde do campeonato | Colin Jackson | Reino Unido    | 13s02 | Budapeste | 22 de agosto de 1998  |
| Recorde europeu       | Colin Jackson | Reino Unido    | 12s91 | Estugarda | 20 de agosto de 1993  |

## Medalhistas
| Ouro                   | Prata                 | Bronze                        |
| Sergey Shubenkov (RUS) | William Sharman (GBR) | Pascal Martinot-Lagarde (FRA) |

## Cronograma
Todos os horários são locais (UTC+2).
| Data         | Hora  | Evento    |
| ------------ | ----- | --------- |
| 13 de agosto | 11:40 | Bateria   |
| 14 de agosto | 19:15 | Semifinal |
| 14 de agosto | 21:50 | Final     |

## Resultados

### Bateria
Qualificação: 3 atletas de cada bateria  (Q) mais os  4 melhores qualificados (q).
Vento:
Bateria 1: −0.7 m/s, Bateria 2: 0.4 m/s, Bateria 3:  0.3 m/s, Bateria 4: 0.7 m/s 
| Posição | Bateria | Raia | Atleta                  | Nacionalidade | Tempo | Notas                |
| ------- | ------- | ---- | ----------------------- | ------------- | ----- | -------------------- |
| 1       | 1       | 3    | Pascal Martinot-Lagarde | França        | 13.29 | Q                    |
| 1       | 3       | 4    | William Sharman         | Grã-Bretanha  | 13.29 | Q                    |
| 1       | 4       | 8    | Sergey Shubenkov        | Rússia        | 13.29 | Q                    |
| 4       | 2       | 8    | Dimitri Bascou          | França        | 13.35 | Q                    |
| 5       | 3       | 7    | Balázs Baji             | Hungria       | 13.37 | Q,                   |
| 6       | 3       | 1    | Matthias Bühler         | Alemanha      | 13.40 | Q                    |
| 7       | 2       | 1    | Gregor Traber           | Alemanha      | 13.43 | Q,                   |
| 8       | 1       | 7    | Artur Noga              | Polónia       | 13.44 | Q,                   |
| 9       | 2       | 7    | Lawrence Clarke         | Grã-Bretanha  | 13.46 | Q                    |
| 9       | 4       | 1    | Thomas Martinot-Lagarde | França        | 13.46 | Q                    |
| 11      | 1       | 5    | Erik Balnuweit          | Alemanha      | 13.48 | Q                    |
| 12      | 4       | 5    | Petr Svoboda            | Chéquia       | 13.50 | Q, =                 |
| 13      | 3       | 8    | Konstantin Shabanov     | Rússia        | 13.51 | q,                   |
| 13      | 4       | 7    | Andy Turner             | Grã-Bretanha  | 13.51 | q                    |
| 15      | 1       | 1    | Konstadinos Douvalidis  | Grécia        | 13.54 | q                    |
| 15      | 2       | 6    | Paolo Dal Molin         | Itália        | 13.54 | q                    |
| 17      | 4       | 2    | Hassane Fofana          | Itália        | 13.55 | Recorde pessoal      |
| 18      | 1       | 8    | Gregory Sedoc           | Países Baixos | 13.58 |                      |
| 18      | 2       | 2    | João Carlos Almeida     | Portugal      | 13.58 | Recorde da temporada |
| 20      | 4       | 4    | Dániel Kiss             | Hungria       | 13.64 | Recorde da temporada |
| 21      | 3       | 3    | Dominik Bochenek        | Polónia       | 13.66 |                      |
| 22      | 1       | 4    | Lorenzo Perini          | Itália        | 13.77 |                      |
| 23      | 2       | 3    | Tobias Furer            | Suíça         | 13.78 |                      |
| 24      | 2       | 5    | Milan Trajkovic         | Chipre        | 13.78 |                      |
| 25      | 1       | 6    | Arttu Hirvonen          | Finlândia     | 13.87 | Recorde pessoal      |
| 26      | 2       | 4    | Alexander Brorsson      | Suécia        | 13.92 |                      |
| 27      | 1       | 2    | Vladimir Vukicevic      | Noruega       | 13.97 |                      |
| 27      | 4       | 6    | Andreas Martinsen       | Dinamarca     | 13.97 |                      |
| 29      | 3       | 6    | Viliam Papšo            | Eslováquia    | 14.19 |                      |
| 30      | 4       | 3    | Adrien Deghelt          | Bélgica       | 14.33 |                      |
| 31      | 3       | 2    | Jussi Kanervo           | Finlândia     | DNS   |                      |
| 31      | 3       | 5    | Milan Ristić            | Sérvia        | DNS   |                      |

### Semifinal

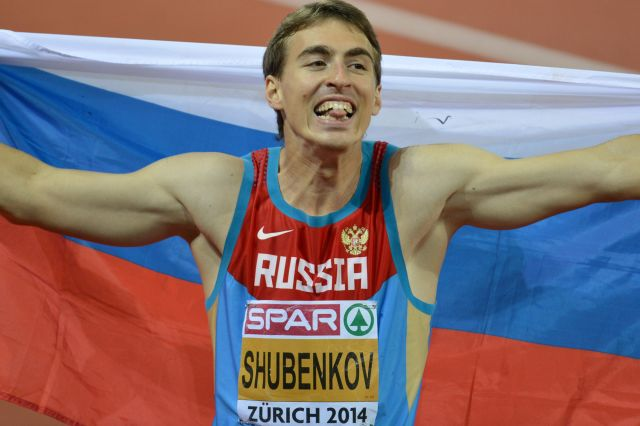
Sergey Shubenkov o vencedor

Qualificação: 3 atletas de cada bateria  (Q) mais os  2 melhores qualificados (q). 
Vento:
Bateria 1: 0.4 m/s, Bateria 2: −0.3 m/s 
| Posição | Bateria | Raia | Atleta                  | Nacionalidade | Tempo | Notas |
| ------- | ------- | ---- | ----------------------- | ------------- | ----- | ----- |
| 1       | 1       | 5    | William Sharman         | Grã-Bretanha  | 13.16 | Q,    |
| 2       | 1       | 3    | Sergey Shubenkov        | Rússia        | 13.16 | Q     |
| 3       | 2       | 5    | Pascal Martinot-Lagarde | França        | 13.17 | Q     |
| 4       | 2       | 4    | Balázs Baji             | Hungria       | 13.31 | Q,    |
| 5       | 2       | 3    | Dimitri Bascou          | França        | 13.33 | Q     |
| 6       | 2       | 8    | Petr Svoboda            | Chéquia       | 13.39 | q,    |
| 7       | 2       | 6    | Artur Noga              | Polónia       | 13.39 | q,    |
| 8       | 2       | 7    | Matthias Bühler         | Alemanha      | 13.39 | =     |
| 9       | 1       | 7    | Lawrence Clarke         | Grã-Bretanha  | 13.47 | Q     |
| 10      | 1       | 8    | Erik Balnuweit          | Alemanha      | 13.49 |       |
| 11      | 1       | 6    | Thomas Martinot-Lagarde | França        | 13.50 |       |
| 12      | 1       | 4    | Gregor Traber           | Alemanha      | 13.56 |       |
| 13      | 2       | 1    | Konstantin Shabanov     | Rússia        | 13.57 |       |
| 14      | 2       | 2    | Andy Turner             | Grã-Bretanha  | 13.58 |       |
| 15      | 1       | 2    | Konstadinos Douvalidis  | Grécia        | 13.66 |       |
| 16      | 1       | 1    | Paolo Dal Molin         | Itália        | 13.72 |       |

### Final

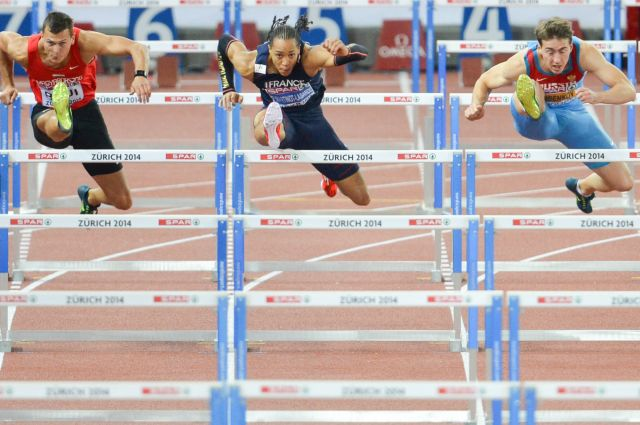
A final

Vento: 0.5 m/s 
| Posição           | Raia | Atleta                  | Nacionalidade | Tempo | Noteas           |
| ----------------- | ---- | ----------------------- | ------------- | ----- | ---------------- |
| Medalha de ouro   | 4    | Sergey Shubenkov        | Rússia        | 13.19 |                  |
| Medalha de prata  | 3    | William Sharman         | Grã-Bretanha  | 13.27 |                  |
| Medalha de bronze | 5    | Pascal Martinot-Lagarde | França        | 13.29 |                  |
| 4                 | 6    | Balázs Baji             | Hungria       | 13.29 | Recorde nacional |
| 5                 | 2    | Petr Svoboda            | Chéquia       | 13.63 |                  |
| 6                 | 1    | Artur Noga              | Polónia       | 14.25 |                  |
| 7                 | 7    | Dimitri Bascou          | França        | DSQ   | R163.2           |
| 8                 | 8    | Lawrence Clarke         | Grã-Bretanha  | DNS   |                  |

Legenda
| Recorde mundial       | Recorde mundial (World record)               |                       | Recorde africano                      | Recorde africano (African) |                                           | Q | Classificado por posição (Qualified) |
| Recorde do campeonato | Recorde do campeonato (Championship record)  | Recorde da América    | Recorde da América (Americas)         | q                          | Classificado por melhor tempo (Qualified) |   |                                      |
| Melhor marca do ano   | Melhor marca do ano (World leading)          | Recorde asiático      | Recorde asiático (Asian)              | DNS                        | Não largou (Did not start)                |   |                                      |
| Recorde nacional      | Recorde nacional (National record)           | Recorde europeu       | Recorde europeu (European)            | DNF                        | Não terminou (Did not finish)             |   |                                      |
| Recorde pessoal       | Recorde pessoal do atleta (Personal best)    | Recorde da Oceania    | Recorde da Oceania (Oceania)          | DSQ / DQ                   | Desclassificado (Disqualified)            |   |                                      |
| Recorde da temporada  | Recorde da temporada do atleta (Season best) | Recorde sul-americano | Recorde sul-americano (South America) | NM                         | Sem marca (No mark)                       |   |                                      |